# Királynék völgye 36
A Királynék völgye 36 (QV36) egy ókori egyiptomi sír a Királynék völgyében. Egy ismeretlen hercegnő számára készült, aki a XIX. dinasztia uralkodásának elején élt. Az Ernesto Schiaparelli vezette olasz régészcsoport fedezte fel 1903-1905 között.
A sírba lépcső vezet le, a fő kamrából két mellékkamra nyílik. A falra festett díszítés rossz állapotban maradt fenn. A fő kamrában termékenységistenek láthatóak, a Ka, valamint Ré nappali és éjjeli bárkája. A keleti falon ugyanazok az istenségek láthatóak, akik Szitré királyné sírja, a QV38 ugyanezen falán; a völgy déli részén minden királynésírban megtalálható ez a jelenet. A belső kamra Oziriszt ábrázolja Ízisz és Nebethet között, valamint Anubiszt; az elhunyt belépését illusztrálja Ozirisz birodalmába. A díszítést csak kifaragták, de a festés nem készült el, talán a sír beomlása miatt.
A sír tulajdonosának nevét az egész sírban üresen hagyták, csak címe, „A király leánya” szerepel a falakon. Schiaparelli emiatt Regina Innominata, „névtelen királyné” néven emlegette. Mivel elhelyezkedése és kialakítása alapján a sír elkészülte I. Széthi idejére, vagy még korábbra, I. Ramszesz uralkodására esik, a hercegnő valamelyikük lánya lehetett.